# Baka Brahma

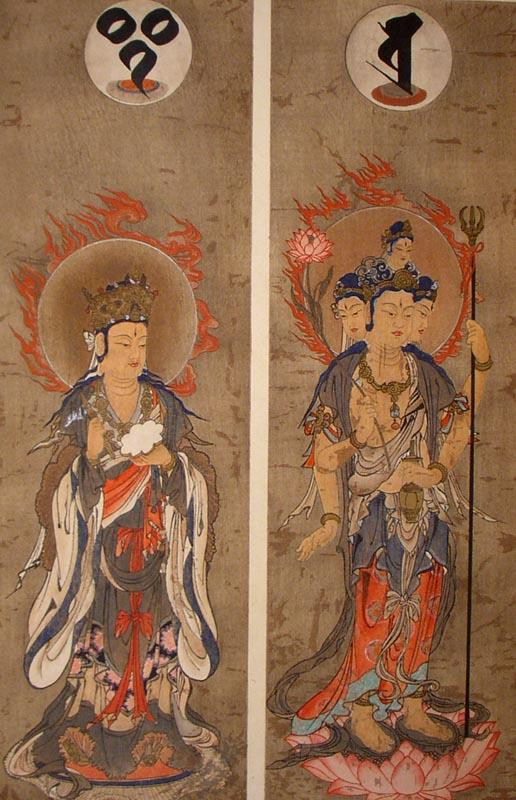
Brahma en Indra

Baka Brahma is de naam van een zeer hoge godheid in het boeddhisme, die dacht dat hij permanent en onsterfelijk was, een duel met de Boeddha in het vertoon van magische krachten verloor, en daarna de Boeddha gelijk gaf. Baka Brahma is ook de naam van een lokale Surinaamse god. 

## Boeddhisme
Baka Brahma is een van de zeer hoge goden van de boeddhistische kosmos, welke dacht dat hij permanent, eeuwig, compleet en niet-veranderend was; en dat hij niet geboren was, niet ouder werd, niet dood zou gaan en ook niet wedergeboren zou worden. En dat er geen hogere toevlucht is dan dat. 
Boeddha nam door zijn hoge psychische krachten waar dat Baka Brahma deze gedachte had, en zocht hem op in de betreffende (zeer hoge) hemel. Baka Brahma verwelkomde de Boeddha, en vertelde hem dat zijn wereld permanent, eeuwig etcetera was. Boeddha zei vervolgens dat Baka Brahma een waanbeeld had, en dat het tegengestelde van wat hij dacht in feite waar was. 
Boeddha versloeg Baka Brahma vervolgens in een duel waarin zij elkaar hun magische krachten vertoonden; Boeddha was in staat zichzelf onzichtbaar voor Baka Brahma te maken, terwijl Baka Brahma zichzelf niet onzichtbaar kon maken voor de Boeddha. Op deze manier overtuigde Boeddha Baka Brahma dat de Boeddha in feite machtiger en krachtiger was dan Baka Brahma.
In een latere sutta ontmoet een groep monniken (waaronder onder andere Moggallana) Baka Brahma, en vertelt Baka Brahma aan deze monniken dat hij niet langer dacht dat hij permanent en eeuwig was.
Zie ook: boeddhistische kosmos voor de plaats van de hemel van Baka Brahma in het (boeddhistische) universum.

## Suriname
De lokale Surinaamse god Baka Brahma is gezaghebber over de gastvrijheid van mensen. In Suriname zetten mensen vaak een extra stoel om de tafel ter verering van hem. Als je ongastvrij was geweest moest je een maaltijd vier dagen op tafel laten staan om hem tevreden te stellen. Hij werd vaak afgebeeld met een pan in zijn hand.